# Argyroeides notha
Argyroeides notha là một loài bướm đêm thuộc phân họ Arctiinae, họ Erebidae.